# 晏场镇
晏场镇，是中华人民共和国四川省雅安市雨城区下辖的一个乡镇级行政单位。2019年12月，撤销严桥镇，将其所属行政区域划归晏场镇管辖。

## 行政区划
晏场镇下辖以下地区：
赵沟村、中心村、五里村、银杏村、三江村、晏场村、宝田村、代河村和三合村。